# Laura Nuño Gómez
Laura Nuño Gómez (Madrid, 27 de octubre de 1967) politóloga, constitucionalista y activista feminista. Impulsó el primer Grado académico de Género en España, así como distintos programas de postgrado relativos a estudios de género. Fue Directora de la Cátedra de Género y del Observatorio de Igualdad en la Universidad Rey Juan Carlos (URJC).Formó parte del primer grupo de expertas integrantes del Consejo Estatal de Participación de la Mujer establecido por la Ley para la igualdad efectiva de mujeres y hombres.Desde 2021 preside la Red Feminista de Derecho Constitucional (RFDC).Es autora de un gran número de artículos y libros.

## Trayectoria investigadora
Laura Nuño Gómez trabajó como Técnica de Investigación Social Aplicada en el Centro de Investigaciones Sociológicas (CIS) desde enero de 1991 hasta octubre de 2002, fecha en la que solicita una excedencia para dedicarse a tiempo completo a su actividad docente e investigadora.  En 2008 se doctoró en Ciencia Política por la Universidad Complutense de Madrid con una tesis sobre los orígenes y las consecuencias de la división sexual del trabajo. Investigación que posteriormente fue publicada bajo el título “El mito del varón sustentador” y en donde ahonda sobre las raíces de la división sexual del trabajo. En dicha obra defiende que la incorporación de las mujeres al espacio público representa una de las mayores revoluciones del XX, si bien aún incompleta, puesto que los nuevos roles de género en el espacio público no han ido acompañados de una reformulación de los tradicionales en el espacio privado. Este es el motivo por el que la autora considera a la división sexual una de las principales fuentes de la desigualdad de género.
Una parte de sus trabajos se han centrado, por un lado, en la recuperación de la genealogía de la producción intelectual de las mujeres y, por otro, en las implicaciones de la cosificación y mercantilización de sus cuerpos, en la violencia sexual y en el análisis de las políticas públicas en materia de trata, prostitución y vientres de alquiler.
Asimismo, Laura Nuño ha dirigido y participado en casi una veintena de investigaciones. Entre ellas, fue investigadora principal del proyecto MAP-FGM (Multisectorial Academic Program to prevent and combat Female Genital Mutilation) de la Comisión Europea, formando a más de cuatro mil estudiantes y setenta profesoras y profesores de cinco universidades europeas (URJC, Vrije Universiteit de Bruselas, Universidad Roma III, Universidad de Lisboa y Universidad Autónoma de Barcelona). Con este proyecto, Nuño obtuvo el primer premio de la Conferencia de Rectores de las Universidades Españolas. En el mismo se reconoce su contribución al logro de la Quinta Meta de Desarrollo Sostenible de las Naciones Unidas en 2017.
En el 2013 publicó, junto a los también investigadores sociales Manuel Tamayo Sáenz y Ernesto Carrillo Barroso, “La formación de la agenda pública. Análisis comparado de las demandas de hombres y mujeres hacia el sistema político en España”. En este trabajo de producción científica, la agenda pública por primera vez es analizada aplicando la perspectiva de género como herramienta metodológica y analítica. 

## Trayectoria docente, institucional y activista
Empezó su trayectoria docente en la Universidad Complutense de Madrid en 1991 y, en la actualidad, es profesora titular de Ciencia Política en la Universidad Rey Juan Carlos, centro este en el que dirigió el Observatorio de Igualdad, la Cátedra de Género del Instituto de Derecho Público, el Grado en Igualdad de Géneroy el máster Universitario de Estudios Interdisciplinares de Género, además de formar parte del equipo de dirección del título propio "Género y políticas de igualdad entre mujeres y hombres”. Bajo su dirección el Observatorio de Igualdad ha recibido el premio del Ayuntamiento de Alcorcón de 2015 en reconocimiento a su labor y compromiso con la eliminación de violencias contra las mujeres. Este mismo año, y a través del Observatorio del que depende, impulsó la constitución de la Unidad de Igualdad de la URJC que fue, a su vez, la encargada de formular el primer Plan de Igualdad de esta universidad. Laura Nuño fue la propulsora del primer grado académico de género en España.

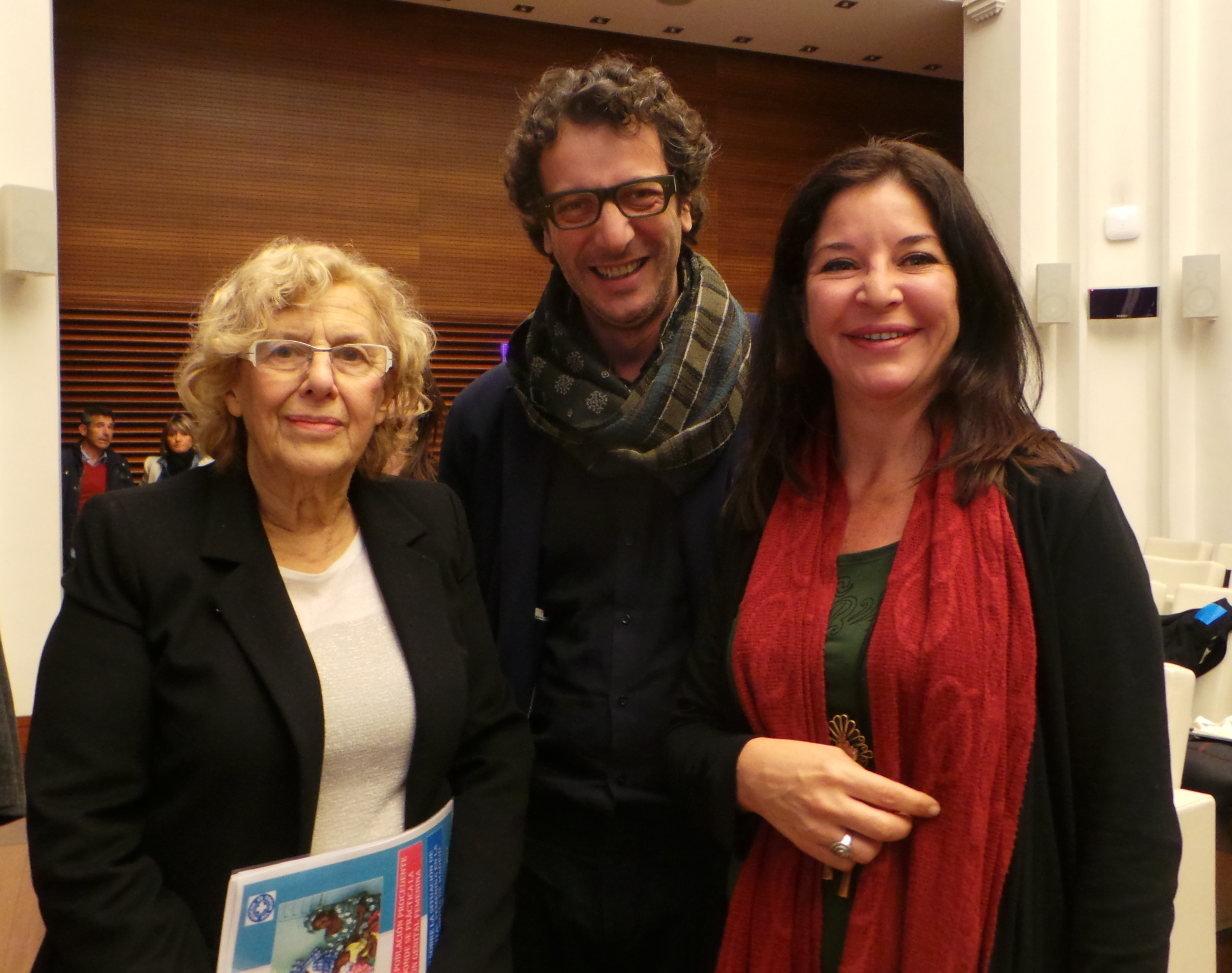
Con Manuela Carmena y Felipe Llamas. Jornadas Programa Académico Multisectorial para prevenir la Mutilación Genital Femenina. Madrid 2017

Ha participado como docente en el grado de Igualdad de Género, en los másteres oficiales de Estudios Interdisciplinares de Igualdad (URJC) y Alta dirección (Fundación Ortega y Gasset) y en algunos posgrados como el máster Derecho y Desarrollo Humano desde la Perspectiva de género (Corte Suprema de Justicia de Nicaragua), máster en Dirección y Liderazgo (Fundación Formación y Empleo Miguel Escalera), máster en Sexología y género (Fundación SexPol), máster en Género y Políticas de Igualdad entre Mujeres y Hombres (Forem) y máster en Cooperación Internacional y Desarrollo en América Latina, entre otros. Forma parte del grupo que el 30 de septiembre de 2016 impulsó y cró la Plataforma Universitaria de Estudios Feministas y de Género, integrada por más de cuarenta entidades universitarias, agencias de investigación y asociaciones.
Es miembro desde su constitución y en calidad de experta del Consejo Estatal de Participación de la Mujer, del Consejo Asesor de la Fundación Primero de Mayo, de la Comisión sobre Violencia de Género del Observatorio contra la Violencia de Género del Ayuntamiento de Madrid y del Consejo Asesor del Instituto de Derecho Público de la URJC.
Participa de manera activa en distintas organizaciones y plataformas de la sociedad civil. Así, es miembro del Fórum de Política Feminista, de la Plataforma por los Permisos Iguales e Intransferibles de Nacimiento y Adopción (PPIINA), de GENET (Red de Estudios de Género del CSIC), de la Asociación Feminista Marcela Lagarde, de la Asociación Clásicas y Modernas, así como del sindicato CCOO. En diciembre de 2020 asumió la Secretaría de la Red Académica Internacional de Estudios sobre Pornografía y Prostitución (RAIEPP), en julio de 2021 fue nombrada Presidenta de la Red Feminista de Derecho Constitucional (RFDC),y en septiembre vocal de la Junta Directiva de la Plataforma de Estudios Feministas y de Género (EUFEM).También ha sido concejala en San Agustín de Guadalix así como candidata al Senado por Izquierda Unida-Los Verdes.Desde el 16 de julio de 2021 preside la Red Feminista de Derecho Constitucional (RFDC).

## Publicaciones más relevantes
Monografías
- (2017) Nuño Gómez, Laura y De Miguel Álvarez, Ana (dirs.), Fernández Montes, Lidia (coord.), Elementos para una teoría crítica del sistema prostitucional, Granada, Editorial Comares.
- (2013) Carrillo, E, Tamayo, M y Nuño, L. La formación de la agenda pública. Análisis comparado de las demandas de hombres y mujeres hacia el sistema político. Colección Estudios Políticos. Madrid: Centro de Estudios Políticos y Constitucionales

- (2010) El mito del varón sustentador: Orígenes y consecuencias de la división sexual del trabajo”. Colección Género y Sociedad. Icaria

- (2010) Género, ciudadanía e Igualdad. Aldevara

- (2009) Álvarez Conde, E, Figueruelo, A y Nuño, L. Estudios Interdisciplinares sobre Igualdad. Iustel

- (2008)  Nuño, L, Brunel, S y Antón, E. Formación contra la violencia de género.  Fundación Formación y Empleo Miguel Escalera

- (2008)  Santiago, P., Nuño, L, Franco, P. Formación en Igualdad de Oportunidades. Fundación Formación y Empleo Miguel Escalera

- (1999) (ed) Mujeres de lo privado a lo público. Tecnos(2020) Maternidades S. A.: el negocio de los vientres de alquiler. Los Libros de la Catarata. Prólogo de María Luisa Balaguer
- (2019) El derecho a la educación: estrategias patriarcales contra la genealogía femenina, Catarata. Editorial Comares. Prólogo de Nuria Varela

Artículos de revistas y capítulos de libros
- (2015) Desigualdad y educación: modelo pedagógico y mito de la complementariedad, en Revista Europea de Derechos Fundamentales Vol.25.

- (2014) La igualdad no daba igual, en Revista con la a, vol 31 Más feminismo, por favor (marzo de 2014).[35]

- (2014) La educación y el mito de la diferencia sexual: avances,  retrocesos y nudos críticos del caso español, en Anuario Derecho a la Educación. Ed Dyckinson.

- (2014) Efectos de la crisis española en los derechos de las mujeres, en Frónesis: Revista de filosofía jurídica, social y política. Vol. 21. N.º 1 (enero-abril de 2014).

- (2013) Violencia y deshumanización de las mujeres: la gran sombra en la protección internacional de los Derechos Humanos, en Figueruelo, A. Del Pozo, M. y León, M. (2013) Violencia de Género, una cuestión de Derechos Humanos. Ed Comares

- (2013) Situación y pronóstico de la desigualdad de género en España, en Revista Gaceta Sindical.  Reflexión y Debate núm 20 (monográfico: La lucha por la Igualdad).

- (2012) Género, desigualdad y violencia, en Nuño, L (coord.). Monográfico Violencia y Derechos Humanos, de la Revista Europea de Derechos Fundamentales núm 19, primer semestre 2012

- (2012)  La desigualdad de género como problema público: prioridades, reacciones y estrategias, en VVAA La transversalidad de género en los objetivos de CC.OO.

- (2012) Trabajo y Estado de Bienestar desde la perspectiva de género. Atenea. Estudios Feministas

- (2012)  El tratamiento de los estereotipos y de la violencia de género en el cine: ¿Una cuestión de derechos humanos o de libertad de creación?, tercera edición, en Nuñez, T. y Troyano, Y. (coord.) La Violencia machista en el cine: materiales para una intervención psico-social, Delta. Publicaciones universitarias.

- (2012) Nuño, L y Torres, P Martínez, Trabajo y empleo, en VVAA La transversalidad de género en las políticas públicas de discapacidad. Colección CERMI. Ediciones Cinca. Adaptación y traducción al inglés de Pérez Bueno, C. Work and employment, Guide to gender mainstreaming in public disability policies.

- (2012) La Reforma constitucional a debate, en Álvarez Conde, E. y Souto Galán, C. La constitucionalización de la estabilidad presupuestaria.  Iustel-Instituto de Derecho Público (Serie: problemas Jurídicos Contemporáneos)

- (2012) La gestión social del cuidado: Nuevos tiempos, viejas reglas, en Figueruelo, A., Del Pozo, M. y León. M ¿Por qué no hemos alcanzado la igualdad? Andavira editorial

- (2011) Los recortes en la educación pública madrileña: son cuentos, no cuentas, en revista Soberanía Alimentaria: Biodiversidad y Culturas, núm. 7

- (2011) Diversidad y ciudadanía, en Terol, M.J. Igualdad e Integración. Editorial (si libro): Tirant lo Blanch

- (2011) Nuño L. Y Fernández Montes, L. Pensamos con palabras; en femenino, en VVAA Guía para periodistas: fuentes y recursos para informar sobre el Sur. Plataforma 2015[36]

- (2011) Nuño Gómez, L. y San José, B. Recortes y reformas minan la igualdad, en Revista Soberanía Alimentaria: Biodiversidad y Culturas núm 4

- (2011) La respuesta patriarcal a la crisis: un nuevo timo para las mujeres. Anuario 2011. Fundación 1º de mayo. Fundación 1º de mayo

- (2010) Evolución de la política comunitaria en materia de empleo: igualdad de género y conciliación de vida familiar y laboral. Revista Europea de Derechos Fundamentales. Núm. 14

- (2010) El empleo femenino en España y en la Unión Europea. Revista Instituto de Investigaciones Feministas. Universidad Complutense de Madrid. Investigaciones Feministas. Papeles de Estudios de Mujeres, Feministas y de Género

- (2010) Análisis comparado del tratamiento de la conciliación de vida familiar y laboral en los países de la Unión Europea. Revista General de Derecho Público Comparado. Núm 6 Libro.
- (2009) El origen de las políticas de género: la evolución legislativa y las políticas de igualdad en el estado español, en VVAA Estudios Interdisciplinares sobre Igualdad. Iustel

- (2009) Avances en la igualdad de género desde una perspectiva internacional. Revista Gaceta sindical. Reflexión y Debate Núm 12/Junio 2009.